# Морозы (Псковский район)
Морозы — деревня в Краснопрудской волости Псковского района Псковской области России.
Расположена к западу от окраины волостного центра Кирово и в 36 км к югу от города Пскова.
Численность населения деревни по состоянию на 2000 год составляла 7 жителей.